# Lądowisko Goszczanów
Lądowisko Goszczanów – lądowisko znajdujące się w Goszczanowie, w północno-zachodniej części wsi, w województwie łódzkim. Posiada ono trawiastą drogę startową o długości 600 m. Właścicielem lądowiska jest Stowarzyszenie Lotnicze. Od 1999 figuruje w spisie lądowisk ewidencjowanych Urzędu Lotnictwa Cywilnego pod numerem 22.